# Spathiomorpha japonica
Spathiomorpha japonica är en stekelart som beskrevs av Sergey A. Belokobylskij och Maeto 2006. Spathiomorpha japonica ingår i släktet Spathiomorpha och familjen bracksteklar. Inga underarter finns listade i Catalogue of Life.